# Sergio Contreras Pardo
Sergio Contreras Pardo, noto come Koke (Malaga, 27 aprile 1983), è un ex calciatore spagnolo, di ruolo attaccante.

## Biografia
Il 19 novembre 2019 viene arrestato, insieme al fratello, dalla Guardia Civil a seguito di un'operazione svoltasi in varie città spagnole, che ha visto l'arresto di circa venti persone. Secondo gli inquirenti Koke sarebbe stato a capo di un'associazione a delinquere dedita all'importazione di droga in Europa.

## Palmarès

### Club

#### Competizioni internazionali
- Coppa Intertoto UEFA: 2

Celta Vigo: 2002
O. Marsiglia: 2005

#### Competizioni nazionali
- Coppa d'Azerbaigian: 1

FK Baku: 2011-2012
- Gamma Ethniki: 1

Aris Salonicco: 2015-2016